# Тулугановка (Володарский район)
Тулуга́новка — село в Володарском районе Астраханской области, является центром и единственным населённым пунктом Тулугановского сельсовета. Единственный ареал компактного расселения кундровских татар.

## География
Село расположено в 9 километрах к юго-западу от районного центра Володарского и в 33 километрах к востоку от областного центра Астрахани на реке Камардан в дельте Волги. Соединено трёхкилометровой подъездной дорогой с трассой, идущей из Володарского в Маково через Старый Алтынжар, Алтынжар, Кошеванку и Зеленгу.
Абсолютная высота территории, занимаемой селом, составляет около 27 метров ниже уровня моря.
Часовой пояс
Тулугановка, как и вся Астраханская область, находится в часовой зоне МСК+1. Смещение применяемого времени относительно UTC составляет +4:00.

## История
Село основано в 1893 году ногайцами тимбаевского рода, выходцами из села Тулугановка Наримановского района, известного как минимум с 1861 года. Ранее эти сёла для различения назывались Старотулугановкой и Новотулугановкой, однако сегодня имеют одинаковые названия.
В 1895 году в учётных данных значится село Тулугановское Хожетаевской волости Красноярского уезда. Оно насчитывало 46 дворов с общим числом жителей — 260, располагалось от Астрахани в 59 верстах, от волостного правления — в 37. В данных за 1915 год в селе числится школа — Ново-Тулугановское народное училище. С установлением в крае Советской власти в январе 1918 года была образована Ново-Тулугановская волость. Она просуществовала до 1 августа 1919 года, после чего вошла в состав Архаровской волости Красноярского уезда. В 1921 году образован Ново-Тулугановский сельсовет.
6 августа 2004 года в соответствии с Законом Астраханской области № 43/2004-ОЗ Тулугановский сельсовет наделен статусом сельского поселения.

## Население
| 2002 | 2010 | 2012 | 2013 | 2014 | 2015 | 2016 |
| ---- | ---- | ---- | ---- | ---- | ---- | ---- |
| 767  | ↗846 | ↗854 | ↗864 | ↘862 | ↗864 | ↘855 |
| 2017 | 2018 | 2019 | 2020 | 2021 |      |      |
| ↗859 | ↗860 | ↗861 | ↘829 | ↘744 |      |      |

Согласно данным переписей населения, крупнейшие этнические группы села — казахи, татары и ногайцы. Значительные колебания численности двух последних в результатах переписей, прошедших с восьмилетним интервалом, объясняются в первую очередь не особенностями миграционных процессов и естественного прироста населения, а расплывчатой этнической идентичностью части населения — кундровских ногайцев, которые, как и карагаши, официально считались частью татарского народа в рамках советской национальной политики.
Этнический состав в 2002
| Национальность | Численность | Процент |
| -------------- | ----------- | ------- |
| Казахи         | 405         | 53,4%   |
| Татары         | 177         | 23,5%   |
| Ногайцы        | 165         | 21,8%   |
| Русские        | 11          | 1,5%    |
| Всего          | 758         | 100%    |

Этнический состав в 2010
| Национальность | Численность | Процент |
| -------------- | ----------- | ------- |
| Казахи         | 466         | 55%     |
| Татары         | 313         | 36,9%   |
| Ногайцы        | 32          | 3,8%    |
| Русские        | 14          | 1,7%    |
| Азербайджанцы  | 6           | 0,7%    |
| Даргинцы       | 4           | 0,5%    |
| Туркмены       | 3           | 0,4%    |
| Не указана     | 10          | 1,2%    |
| Всего          | 848         | 100%    |